# Carpostalagma pulverulentus
Carpostalagma pulverulentus är en fjärilsart som beskrevs av Talbot 1929. Carpostalagma pulverulentus ingår i släktet Carpostalagma och familjen björnspinnare. Inga underarter finns listade i Catalogue of Life.